# Tapinopa gerede
Tapinopa gerede är en spindelart som beskrevs av Michael Ilmari Saaristo 1997. Tapinopa gerede ingår i släktet Tapinopa och familjen täckvävarspindlar.
Artens utbredningsområde är Turkiet. Inga underarter finns listade i Catalogue of Life.